# جنتاميسين
يعد الجنتامايسن (بالإنجليزية: gentamicin)‏ المضاد الحيوي الممثل لزمرة الأمينوغلوكوزيدات. تم عزله من ميكرومونوسبورا بوربوريا (بالإنجليزية: Micromonospora purpureochromogenes)‏. وهو فعال ضد كل من الكائنات موجبة وسالبة الغرام، والعديد من خواصه تماثل خواص الأمينوجليكوزيدات الأخرى. نظراً لأن معظم الآثار الضارة مرتبطة بالجرعة يجب حصر استخدام الجنتامايسين بالأشخاص الصحيين المدربين، والعناية بضمان صحة مقدار الجرعة وعدم تجاوز مدة المعالجة.

## الفاعلية ضد الميكروبات
كبريتات الجنتاميسين تثبط العديد من سلالات الستافيلوكوكاي والكاليفورمات والبكتيريا سالبة الجرام الآخرى في الاختبارات المعملية. وهو فعال بمفرده، ولكنه يكون رفيق مؤازر مع المضادات الحيوية البيتالاكتامية، ضد السودومونس، البروتس، الإنتيروبكتر، الكليبسيلا، السيراشيا، ستينوتروفومونس والعصويات سالبة الجرام الآخرى التي يمكن أن تكون مقاومة للعديد من المضادات الحيوية الآخرى. ومثله مثل كل الأمينوجليكوزيدات، لا يملك الجنتاميسين فاعلية ضد اللاهوائيات.

## المقاومة
الستربتوكوكاي والإنتيروكوكاي مقاومتان نسبياً ضد الجنتاميسين وذلك يرجع إلى فشل الدواء في اختراق الخلية. ولكن الجنتاميسين بالاشتراك مع الفانكومايسين أو البنيسيلين يعطي تأثير فعال قاتل للبكتيريا الذي يرجع جزئياً إلى الاختراق المُحسن للدواء الذي يحدث مع تثبيط تخليق الجدار الخلوي.المقاومة ضد الجنتاميسين تظهر سريعاً في الستافيلوكوكاي بسبب انتقاء طفرات تمنع اختراقه. نادراً ما يكون هناك مقاومة ريبوسومية.
المقاومة التي تظهر من البكتيريا سالبة الجرام ترجع في معظم الحالات إلى إنزيمات مشفرة ببلازميد مُحَوِّرة للأمينوجليكوزيدات.
البكتيريا موجبة الجرام المقاومة للجنتاميسين تكون حساسة للأميكاسين الذي يكون مقاوم للإنزيمات المُحوَّرة.
الإنزيم الإنتيروكوكي الذي يُحَوِّر الجنتاميسين إنزيم ثنائي الوظيفة يحور أيضاً الأميكاسين، نيتيلميسين والتوبراميسين، ولكن لا يحور الستربتوميسين ؛ الأخير يُحَوَّر بواسطة إنزيم مختلف. وهذا يفسر سبب حساسية بعض الإنتيروكوكاي المقاومة للجنتاميسين للستربتوميسين.

## الاستخدامات الطبية
لعلاج الالتهاب الرئوي (بالإنجليزية: pneumonia)‏، والتهاب المرارة (بالإنجليزية: cholecystitis)‏، والتهاب الصفاق (بالإنجليزية: peritonitis)‏، والإنتان الدموي(بالإنجليزية:  septicaemia)‏، والتهاب الكلية والحويضة الحاد (بالإنجليزية: acute pyelonephritis)‏، التهاب البروستاتة(بالإنجليزية:  prostatitis)‏، التهاب الأذن الظاهرة(بالإنجليزية:  otitis externa)‏، وعداوى الجلد والنسج الرخوة، المرض الالتهابي الحوضي بمشاركة الكليندامايسين، والتهاب الشغاف (بالإنجليزية: endocarditis)‏، والتهاب السحايا (بالإنجليزية: meningitis)‏، وداء الليستريات (بالإنجليزية: listeriosis)‏، والتولاريمية(بالإنجليزية:  tularaemia)‏، وداء البروسيلات (بالإنجليزية: brucellosis)‏، والطاعون (بالإنجليزية: plague)‏، وللوقاية الجراحية، وللعين.
- الحقن العضلي أو الوريدي: في الوقت الحاضر، الجنتاميسين يستعمل أساساً في العدوى الخطيرة (التلوث البكتيري، ذات الرئة(بالإنجليزية:  pneumonia)‏) التي تسببها البكتيريا سالبة الجرام التي من المحتمل أن تكون مقاومة للأدوية الآخرى، خصوصاً السودومونس، الإنتيروبكتر، السيراشيا، البروتس، الإنتيربكتر والكليبسيلا. المرضى الذين يعانون من هذه العدوى يكونوا عادةً ذوي مناعة ضعيفة، والتأثير المشترك للأمينوجليكوزيد مع سيفالوسبورين أو بنيسيلين يمكن أن ينقذ حياة المريض.

الجنتاميسين يستعمل أيضاً بالتزامن مع البنيسيلين ج لإعطاء تأثير قاتل للبكتيريا في التهاب الغشاء الداخلي للقلب الذي تسببه فيريدنس ستربتوكوكاي وكذلك يستخدم بالاشتراك مع نافيسيلين في حالات معينة من التهاب الغشاء الداخلي للقلب الستافيلوكوكي.
لا يجب استخدام الجنتاميسين بمفرده لعلاج العدوى الستافيلوكوكية لإن المقاومة تتطور سريعاً. لا الجنتاميسين ولا أي أمينوجليكوزيد آخر يجب أن يستخدم بمفرده لعلاج ذات الرئة لإن اختراقهم لأنسجة الرئة المصابة ضعيف والظروف الموضعية لانخفاض الرقم الهيدروجيني وقلة ضغط الأكسجين تشارك في الفاعلية الضعيفة.
- الاستعمال الظاهري: الكريمات، المراهم والمحاليل التي تحتوي على 1,~3,% من كبريتات الجنتاميسين تم استخدامها لعلاج الحروق الملوثة، الجروح أو الآفات الجلدية ولمنع حدوث عدوى القسطرة الوريدية.

الجنتاميسين الظاهري يُعطل جزئياً بإفرازات التقيحات. يمكن حقن عشرة مليجرامات تحت الملتحمة لعلاج عدوى العين.
- الحقن في الغمد: الالتهاب السحائي (بالإنجليزية: meningitis)‏ الذي تسببه بكتيريا سالبة الجرام تم علاجه بحقن كبريتات الجنتاميسين في الغمد 1~10 مجم/يوم. ولكن لا الحقن الغمدي ولا البطيني كان مفيداً في حديثي الولادة المصابين بالالتهاب السحائي؛ والحقن البطيني للجنتاميسين كان ساماً، وذلك يثير تساؤلات عن فائدة هذا النوع من العلاج. وعلاوة على ذلك، فإن وجود سيفالوسبورينات الجيل الثالث جعل هذا النوع من العلاج مهجوراً في معظم الحالات.

## الآثار الجانبية
أهمها تسمم أذني وتسمم الكلى. ونادراً نقص المغنزيوم في الدم بالعلاج المطول، التهاب القولون المرتبط بالصادات، التهاب المعدة، وأيضاً الغثيان والإقياء والطفح واضطرابات الدم.
- تسمم أذني: 1~5% من المرضي الذين يستعملون الدواء أكثر من 5 أيام يمكن أن يحدث لهم تسمم أذن، الذي يميل إلى أن يكون غير رجعي، يظهر بصورة أساسية كاختلال في وظيفة الدهليز، ربما يرجع إلى تدمير خلايا الشعيرات بارتفاع مستويات الدواء لفترة طويلة. فقدان السمع يمكن أن يحدث أيضاً.
- تسمم الكلي: يتطلب، في أقل الحدود، ضبط الجرعات ويجب أعادة التفكير في ضرورة استعمال الجنتاميسين، خصوصاً لو كان هناك دواء آخر بديل أقل سميةً. قياس مستويات الجنتاميسين في الدم يكون أساسياً.

## تحديد الجرعة
تحدد الجرعات للجنتامايسين بناء على وزن المريض وعلى وضع وظيفته الكلوية وتعدل الجرعات بالاعتماد على تراكيز الجنتامايسن في البلازما، وتستعمل الجرعات العالية في العداوى الشديدة. ويمكن الاستعاضة عن الجنتامايسين بأدوية أخرى عديدة من زمرة الأمينوغلوكوزيدات.
- مراقبة تركيز الدواء في المصل:

تقي من المستويات المفرطة والمستويات دون التأثير العلاجي ويمكن أن تمنع حدوث السمية وتضمن الفعالية. وإن أمكن تراقب مستويات الدواء في المصل لجميع المرضى، ولكن يجب أن يقاس مستوى الدواء في دم الرضع والمسنين وفي حالة السمنة وحالة التليف الكيسي وفي نظم العلاج بالجرعات العالية، وفي الاختلال الكلوي، أو في المعالجة التي تستمر أطول من 7 أيام.

## مضاد الاستطباب
الوهن العضلي الوبيل (بالإنجليزية: myasthenia gravis)‏

## الاحتياطات
الاختلال الكلوي، الحديثي الولادة، الأطفال والمسنين، (تعدل الجرعة وتراقب الوظائف الكلوي والسمعية والدهليزية vestibular، وتراكيز الجنتامايسين في المصل)، تجنب الاستعمال الطويل الأمد، الحالات التي تتصف بضعف العضلات، السمنة(استعمال الوزن النموذجي لحساب الجرعة وراقب تركيز الجنتامايسين في المصل بدقة)، الحمل والرضاعة.

## وصلات خارجية
مكتبة الأدوية الأساسية